# Gmina Jerzmanowice-Przeginia
Die Gmina Jerzmanowice-Przeginia ist eine Landgemeinde (gmina wiejska) im Powiat Krakowski in der Woiwodschaft Kleinpolen, Polen. Der Sitz der Gemeindeverwaltung befindet sich im Dorf Jerzmanowice.

## Geographie
Die Gemeinde Jerzmanowice-Przeginia liegt ca. 22 km nordwestlich von Krakau und sie hat eine Flächenausdehnung von 68,39 km². 85 % des Gemeindegebiets werden landwirtschaftlich genutzt, 9 % sind mit Wald bedeckt. Nördlich befindet sich das Krakau-Częstochowa-Hochland und es befinden sich 41 eingetragene Naturdenkmäler auf dem Gebiet der Gemeinde.
Durch die Gemeinde verläuft die Droga krajowa 94.

### Gemeindegliederung
Zur Landgemeinde Jerzmanowice-Przeginia gehören die 8 Sołectwos Czubrowice, Gotkowice, Jerzmanowice, Łazy, Przeginia, Racławice, Sąspów und Szklary.

## Geschichte
Die Gmina Jerzmanowice-Przeginia entstand 1976 aus der Zusammenlegung der Gmina Jerzmanowice und der Gmina Przeginia.
Wie die beiden Vorgängergemeinden gehört die neugeschaffene Gemeinde Jerzmanowice-Przeginia der von 1975 bis 1998 existierenden  Woiwodschaft Krakau an.